# 大阪府南河内府民センター

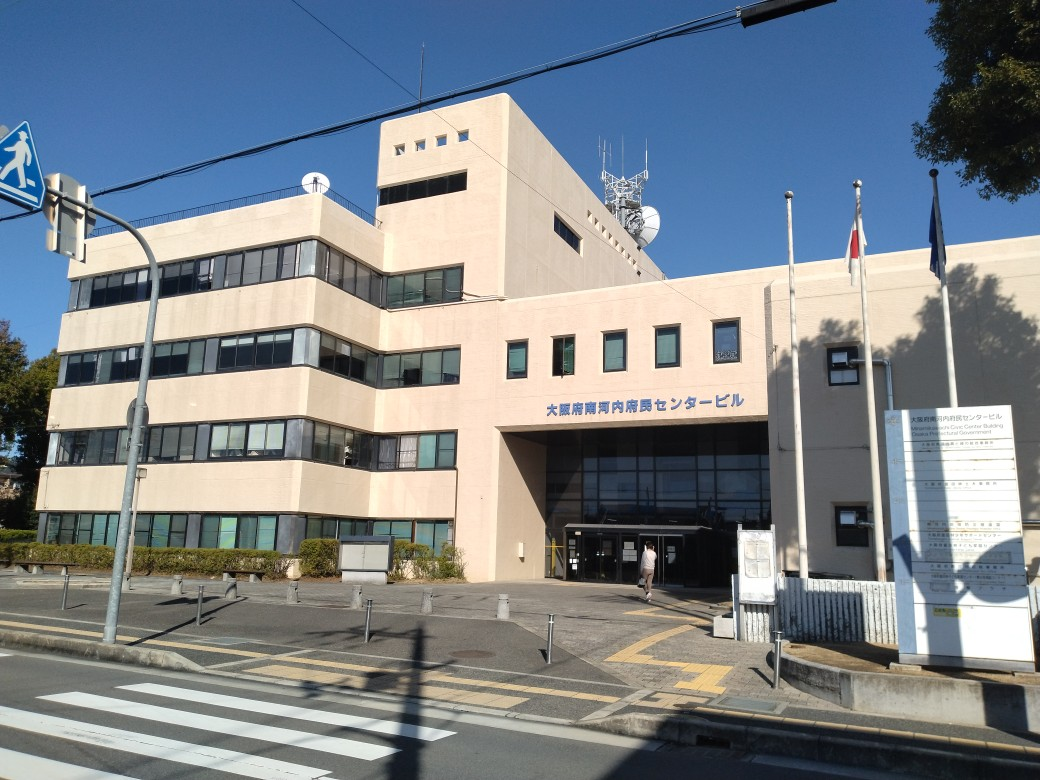
大阪府南河内府民センター
（2023年11月）

大阪府南河内府民センター（おおさかふみなみかわちふみんセンター）は、大阪府富田林市寿町2丁目6-1にある大阪府の行政施設。

## 概要
窓口業務など地域ごとに行ったほうが効率のよい業務を担当する出先機関が入居している。

### 入居する主な出先機関
- 南河内府税事務所
- 富田林子ども家庭センター
- 南河内農と緑の総合事務所
- 富田林土木事務所

### 入居しない出先機関
- 富田林保健所 - 富田林市寿町3丁目1-35に所在
- 藤井寺保健所 - 藤井寺市藤井寺1丁目8-36に所在

## 管轄市町村
- 大阪府南河内地域にあたる下記の6市2町1村。
  - 富田林市
  - 河内長野市
  - 松原市
  - 羽曳野市
  - 藤井寺市
  - 大阪狭山市
  - 太子町
  - 河南町
  - 千早赤阪村